# Paz con cadenas
Paz con Cadenas es el quinto álbum de estudio de la banda colombiana Ekhymosis editado en 2016 por el sello Codiscos. Representa la primera producción discográfica en estudio de la banda en 19 años. Para este disco sólo permanece de la formación anterior el bajista Andrés García. La voz está a cargo de Luis Duqueiro quien reemplaza a Juanes. El corte de difusión fue "Despertar".

## Listado de canciones
| N.º | Título                     | Duración |  |
| 1.  | «Intro (Instrumental)»     | 0:55     |  |
| 2.  | «Paz Con Cadenas»          | 4:18     |  |
| 3.  | «Sueño de Libertad»        | 3:48     |  |
| 4.  | «Mentiras»                 | 4:59     |  |
| 5.  | «Despertar»                | 4:09     |  |
| 6.  | «Retroceder»               | 4:39     |  |
| 7.  | «Desolacion»               | 3:54     |  |
| 8.  | «El Eco de Nuestros Pasos» | 4:43     |  |
| 9.  | «Sed de Oro»               | 4:02     |  |
| 10. | «Epidemia de Violencia»    | 4:07     |  |
| 11. | «El Último Día»            | 4:21     |  |
| 12. | «Veneno»                   | 5:05     |  |
| 13. | «Desplazado»               | 3:24     |  |

## Videoclip
- Despertar

## Recepción
El disco fue bien recibido por los fanáticos de la primera etapa de Ekhymosis. El fanzine Metalbrother le da un puntaje de 7.5/10 y lo califica como "un muy álbum de una de las bandas clásicas de la escena colombiana, buena estructura en los temas, buena elaboración y un guitarra solista que es un superclase".

## Ficha técnica

### Banda
- Andrés García – Bajo, guitarra líder
- Mauricio Estrada – Batería
- Oscar Osorio – Guitarra rítmica
- Felipe Manrique – Guitarra líder
- Luis Duqueiro – Voz